# AMTOR
AMTOR (engl.: Amateur Teleprinting Over Radio) ist ein Kunstwort und bezeichnet eine digitale Betriebsart im Amateurfunk. Es wurde speziell für den Fernschreibverkehr auf Kurzwelle entwickelt, um die auf diesen Frequenzen vorkommenden Störungen (Schwankungen der Feldstärke, Interferenzen) zu kompensieren.
Bei AMTOR handelt es sich um eine Weiterentwicklung des Amateurfunk-Fernschreibens (RTTY). Im Gegensatz zu RTTY handelt es sich um ein Verfahren mit hoher Übertragungssicherheit, da bei einer AMTOR-Verbindung die empfangende Station nach der Aussendung von drei Zeichen zur Quittierung des fehlerfreien Empfangs aufgefordert wird (ARQ, automatic repeat request), oder bei Blindübermittlung die Zeichen redundant sendet (FEC, forward error correction). Bei ARQ sind beide Sender wechselweise in Betrieb und müssen rasch (ca. 20 ms) von Senden auf Empfangen umschalten können.
Das Prinzip der Übertragung von Fernschreibzeichen nach dem ARQ- oder FEC-Verfahren existiert im kommerziellen Seefunk unter dem Namen SITOR, SPECTOR oder MICROTOR und wurde für den Amateurfunk entsprechend abgewandelt.
Zur Durchführung des AMTOR-Betriebs werden Controller benötigt, die zwischen den Terminal (meist ein gewöhnlicher PC) und den Transceiver geschaltet werden. Es gibt auch kostenlose Software, die die Signale mit einer Soundkarte erzeugt und keinen speziellen Controller mehr benötigt.

## Modulation
AMTOR verwendet AFSK mit zwei Tönen und eine synchrone Übertragung mit Fehlerkorrektur wie PACTOR jedoch mit 7 Bit pro Zeichen.
Die Übertragung der Signale geschieht, wie bei RTTY, durch Frequenzumtastung mit den gleichen Tönen und gleicher Shift. Die höhere Frequenz nennt man Mark und die niedrigere Space. Sie liegen um die Shift (Frequenzunterschied) auseinander. Auf Kurzwelle beträgt die Shift 170 Hertz, auf Ultrakurzwelle (VHF/UHF) 850 Hz. Die Dreierblocks werden mit 100 Baud gesendet. Bei 100 Baud wird für ein Bit 1/100 Sekunde, also 10 Millisekunden benötigt. Ein 7-Bit-Zeichen benötigt 70 ms und für einen Dreierblock werden also 210 Millisekunden benötigt.
Die Dreierblocks werden in einem Abstand von 450 ms gesendet, so dass der Gegenstation eine Lücke von 240 ms verbleibt, sein Kontrollzeichen zu senden. Die Zeit für die Empfangs-Sende-Umschaltung muss also in dieser Betriebsart sehr kurz sein. Die Bandbreite beträgt 500 Hz. AMTOR wird mehr und mehr durch das neuere und bessere Verfahren PACTOR verdrängt.